# Dieter Hagenbach
Dieter Alfred Hagenbach (* 24. Juli 1943 in Basel; † 17. August 2016 ebenda) war ein Schweizer Buchhändler, Verleger, Literaturagent und Autor. Hagenbach war der Gründer des Sphinx-Verlags und der gemeinnützigen Gaia Media Stiftung.

## Leben und Schaffen

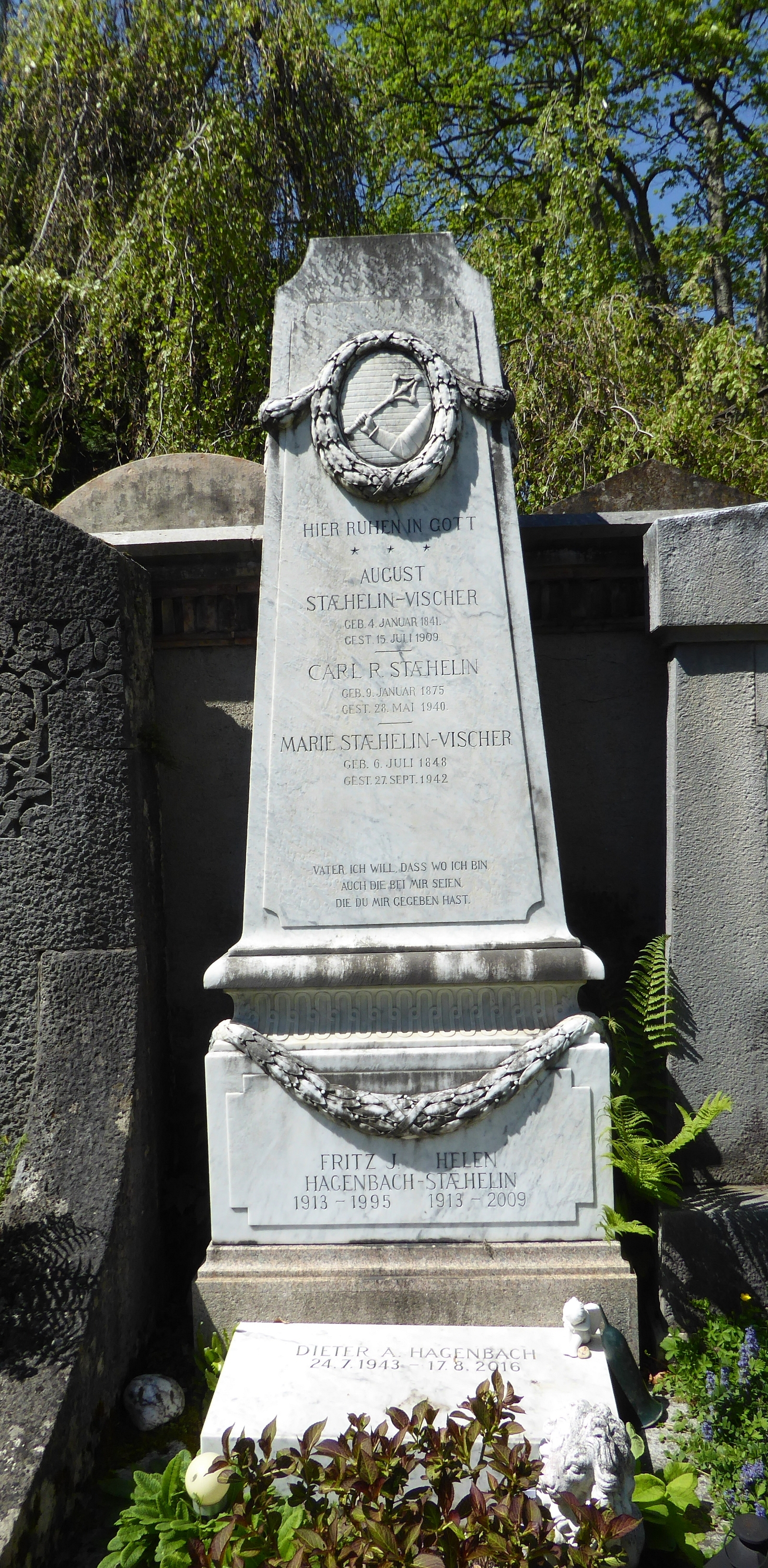
Grab auf dem Wolfgottesacker in Basel.

Dieter Hagenbach war ein Sohn des Fritz J. Hagenbach (1913–1995) und der Helen, geborene Staehelin (1913–2009).
Nach der Matura machte Dieter Hagenbach eine Lehre zum Innenarchitekten, 1969 folgte ein Studium der Kunst und Architektur an der Kunstakademie Düsseldorf. An der Akademie bildete er mit dem Deutschen Jürgen Rahn das Multimedia-Kunst-Team „Cosmic Correspondence“. Es folgten zeittypische Bewusstseinsexperimente mit LSD, Pilzen, Haschisch und Amphetamin sowie Reisen nach Kalifornien und Indien. Als Timothy Leary auf der Flucht vor der CIA 1971 in der Schweiz um Asyl bat, wohnte er eine Zeitlang bei Hagenbach, der sich in einem Brief an den damaligen Schweizer Bundespräsidenten Kurt Furgler für Leary einsetzte.
Im Herbst 1975 eröffnete Hagenbach am Spalenberg in Basel die Buchhandlung Sphinx mit dem dazugehörigen Sphinx-Verlag. Der Schwerpunkt des Verlagsprogramms lag auf den Themen Psychologie, Philosophie, Bewusstseinsforschung, indigene Völker, Spiritualität und Esoterik. In 15 Jahren Verlagsgeschichte verlegte er beispielsweise Werke von Albert Hofmann, Alan Watts, Marilyn Ferguson, Joseph Campbell, Fritjof Capra, John C. Lilly, Timothy Leary und Aleister Crowley. Im Jahr 1977 verlegte er das Necronomicon des späteren Oscargewinners HR Giger, mit dem ihn eine langjährige Freundschaft verband. Von 1977 bis 1986 war Hagenbach Herausgeber des Sphinx Magazins.
Im Jahr 1990 wurde der Sphinx-Verlag an die Verlagsgruppe Random House verkauft. Fortan betätigte sich Dieter Hagenbach als Literaturagent und gründete am 23. Juni 1993 in Basel die gemeinnützige Gaia Media Stiftung, die unter anderem mit einem von Hagenbach aufgesetzten „Goodnewsletter“ den täglichen Schreckensnachrichten positive Meldungen entgegensetzen wollte. Der Goodnewsletter  erschien ursprünglich in gedruckter Form und wird seit 2006 in digitaler Form versendet. Seit 2016 wird der Godnewsletter im Auftrag der Gaia Media Stiftung von Susanne G. Seiler herausgegeben.
Die Gaia Media Stiftung organisierte zum 100. Geburtstag des LSD-Entdeckers Albert Hofmann im Naturhistorischen Museum Basel einen Festakt sowie das anschliessende Symposium „LSD – Sorgenkind und Wunderdroge“. Vom 21. bis 24. März 2008 veranstaltete Hagenbach als Reaktion auf das World Economic Forum (WEF) in Davos das World Psychedelic Forum (WPF) im Congress Center Basel mit rund 2000 Besuchern aus 37 Ländern. Zu den Referenten gehörten die Psychotherapeuten Peter Gasser, Stanislav Grof, Ralph Metzner, der Künstler Alex Grey, MAPS-Gründer Rick Doblin und Albert Hofmann.
Dieter Hagenbach fand seine letzte Ruhestätte auf dem Wolfgottesacker in Basel.

## Werke (Auswahl)
- A house = Une maison = Una casa = Ein Haus. Eine Serie. [Photos]. Göttingen: Expanded Media Editions, Udo Breger 1971.
- mit Lucius Werthmüller: Albert Hofmann und sein LSD. Mit einem Vorwort von Stanislav Grof. Aarau: AT 2011, ISBN 978-3-03800-530-8 (Website zum Buch).